# Warele-Filipowicze
Warele-Filipowicze – wieś w Polsce położona w województwie podlaskim, w powiecie wysokomazowieckim, w gminie Szepietowo.
W latach 1975–1998 miejscowość administracyjnie należała do województwa łomżyńskiego.
Wierni kościoła rzymskokatolickiego należą do parafii Najświętszej Maryi Panny Królowej Świata w Wojnach-Krupach.

## Historia
W roku 1827 miejscowość liczyła 10 domów i 71 mieszkańców.
Wiek XIX, wieś drobnoszlachecka i folwark w powiecie mazowieckim, gmina Klukowo, parafia Dąbrówka Kościelna. W roku 1886: w folwarku 19 budynków drewnianych i 180 morgów użytków rolnych, wieś 19 osad i 69 morgów.
W 1921 r. miejscowość w Gminie Klukowo. Naliczono tu 13 budynków z przeznaczeniem mieszkalnym oraz 86 mieszkańców (41 mężczyzn i 45 kobiet). Narodowość polską podały 84 osoby, a białoruską 2.

### Szkoła
W 1922 roku 1. klasowa szkoła powszechna liczyła 41 uczniów, w 1923 – 40, w 1924 – 40, w 1925 – 44. Zamknięta w roku 1928.

## Obiektyzabytkowe
- dom drewniany z początku XX w.
- dom drewniany z roku 1920
- dom drewniany z lat 30. XX w.[11]

## Współcześnie
Wieś typowo rolnicza. Produkcja roślinna podporządkowana przede wszystkim hodowli krów i produkcji mleka.